# Josep Pintat-Solans
Josep Pintat-Solans (ur. 21 stycznia 1925 w Sant Julià de Loria, zm. 20 października 2007 w Barcelonie) – andorski polityk i przedsiębiorca, w latach 1984–1990 premier Andory.

## Życiorys
Z zawodu przedsiębiorca, pracował w sektorze tytoniowym i bankowym. Zaangażował się w działalność polityczną. Na początku lat 60. zasiadł w Radzie Generalnej. Był też burmistrzem parafii Sant Julià de Lòria. W maju 1984 objął urząd premiera Andory, który sprawował do stycznia 1990. Doprowadził m.in. do powołania spółki energetycznej Forces Elèctriques d'Andorra, zajmował się też prowadzeniem negocjacji dotyczących umów celnych z Europejską Wspólnotą Gospodarczą.
Jego krewny Albert Pintat Santolària również sprawował urząd premiera Andory.